# Бъкс
Бъкс (на английски: Bucks) е окръг в Югоизточна Пенсилвания, Съединени американски щати. Площта му е 1611 km², а населението - около 628 341 души (2017). Административен център е град Дойлстаун. Бъкс е един от трите първоначални окръга на Пенсилвания, създаден през 1682 от Уилям Пен, който го нарича на родното си графство Бъкингамшир в Англия.